# Sorescupriset
Sorescupriset instiftades år 2007 av Rumänska kulturinstitutet i Stockholm och delas ut årligen till en svensk författare som upplöser gränser och skapar mötesplatser, som med sitt verk förmedlar impulser mellan skilda kulturella uttryckssätt.
Priset består av 50 000 kronor.

## Jury
År 2019 består juryn av Hanna Nordenhök - författare och litteraturkritiker, Jonas Ellerström - förläggare och översättare, Anna Hallberg - författare och litteraturkritiker, Annina Rabe - litteraturkritiker och journalist, och Dan Shafran - översättare och direktör för Rumänska kulturinstitutet. Tidigare har  Elise Karlsson, Yukiko Duke, Sara Arrhenius, Gabriella Håkansson och Fredrik Lind medverkat i juryn.

## Pristagare

### 2007
Sorescupriset för 2007 tilldelades Steve Sem-Sandberg.
Prismotiveringen lydde:

Med sina mångfasetterade, livfulla och intellektuellt spänstiga romaner och essäer, som ofta utspelat sig i Central- och Östeuropa, ansluter sig Steve Sem-Sandberg till en aktuell, europeisk berättarkonst. I sina böcker, där han spränger gränser mellan världar och mellan verklighet och fiktion, ger han oss en bild av dagens komplicerade samhälle samtidigt som han låter oss känna historiens närvaro. Hans arbete med att skapa en hybrid mellan berättande prosa och dokumentärt material har bildat skola och skapat förutsättningar för yngre författare att experimentera och pröva nya former.

### 2008
Sorescupriset för 2008 tilldelades Nina Burton,

för ett författarskap som visar en ovanlig bredd och samtidigt en klar konsekvens. Nina Burton rör sig mellan poesi och essäistik, mellan humaniora och naturvetenskap och mellan faktiska och tematiska kontinenter. Hon är författare, forskare, redaktör och översättare och låter osökt rollerna befrukta varandra. Utöver sin lågmälda men emotionellt laddade poesi har hon undersökt och utvecklat möjligheter inom det fält vid sidan av fiktionen som i hennes fall varken täcks av begreppen ”essäistik” eller ”sakprosa”. Där hör hon till de verkligt viktiga och självständigt tänkande författarna, och alls inte bara på svenskt område.

### 2009
Sorescupriset för 2009 tilldelades Peter Handberg,

för ett författarskap inom vilket de egna novellerna, reportagen och essäerna ingår en lika ovanlig som sömlös förening med verksamheten som introducerande översättare. Arbetet med andras texter har försett Peter Handberg med material och idéer och gett honom en precis och eftertänksam egen litterär stil. Med envis konsekvens har Handberg sedan debuten 1988 byggt ett verk vars analys av den europeiska samtiden bygger på personlig erfarenhet, djup kunskap om politiska och litterära skeenden och insikt i vilka konsekvenser dessa har för människan idag.

### 2010
Sorescupriset för 2010 tilldelades Carl-Johan Malmberg, 

för ett vittfamnande författarskap, där han med en orubblig tro på konstens värde och med stor generositet delar med sig av sina lika djupa som breda kunskaper. Med passion och intellektuell skärpa rör han sig självklart och obehindrat mellan olika tidsepoker inom såväl konst, film, litteratur som musik. I allt han undersöker förmedlar han en sammanhållen och konsekvent estetik som gör hans essäkonst på samma gång personlig och djupt allmänmänsklig.

### 2011
Sorescupriset för 2011 tilldelades Karin Johannisson,

för den omfattande bildning och genuina entusiasm med vilka hon utforskar och levandegör banden mellan naturvetenskap, främst medicinhistoria, och humaniora, liksom mellan idéer och samhälle och mellan kropp och själ. I Johannissons böcker äger såväl konst som litteratur en levande närvaro, och tveklöst utgör de en stark inspiration för skönlitterära författare. Till detta bidrar inte minst hennes högklassiga stilkonst och den vakna blick, med vilken hon förutsättningslöst närmar sig sina ämnen.

### 2012
Sorescupriset för 2012 tilldelades Aris Fioretos,

för att han med lätthet, elegans, intellektuell klarhet och stora kunskaper rör sig mellan länder, kulturer och tidsepoker och mellan folk och språk. Resultatet blir en spännande resa, där Fioretos undersöker människans villkor och själens mångfald och rikedom. Fioretos bredd och mångsidighet är imponerande; hans romaner, essäer, översättningar, kritik och anföranden har gjort honom till en av samtidens viktiga svenska författare och kunskapsspridare.

### 2013
Sorescupriset för 2013 tilldelades Marie Silkeberg,
för att hon som poet, översättare och essäist rör sig mellan språk och genrer med en sällsynt skärpa och känslighet. Hennes översättningar kännetecknas av ett gehör utöver det vanliga; med sin poesi har hon skapat en egen plats i språket. En plats som både är genomkorsad och öppen, där kroppar och språk blandas och möts. Silkebergs litterära praktik sträcker sig ständigt mot omvärlden, i en rörelse som både vittnar om stor integritet och estetisk kännedom, men också om generositet och ett smittande engagemang.

### 2014
Sorescupriset för 2014 tilldelades John Swedenmark.
Prismotiveringen lydde:

för sitt sätt att inom alla sina verksamheter förena intellektuell nyfikenhet med gedigen lärdom och lekfull elegans. Genom de ovärderliga introduktioner och översättningar Swedenmark under decennier berikat litteraturen med, och genom sitt engagemang och kunnande som kritiker och essäist har han öppnat nya fönster mot världen. Swedenmark ger oss nya perspektiv på språket, själen och världen – och de intrikata sambanden dem emellan.

### 2015
Sorescupriset för 2015 tilldelades Helena Eriksson.
Prismotiveringen lydde:

för hennes med åren allt mer vidgade författarskap, vilket har etablerat förbindelser både med samtiden och den nyss förflutna europeiska konst-, litteratur- och samhällshistoria som formar vårt nu. Genom kvalificerade översättningar av framför allt fransk poesi, en engagerad introduktionsverksamhet och nu senast ett djärvt omskapande av konstnärsbiografins form i boken om Unica Zürn och Hans Bellmer har Helena Eriksson, utöver att vara en av landets tongivande poeter, visat sig som en genuin syresättare av det svenska kulturella klimatet.

### 2016
Sorescupriset för 2016 tilldelades Kristoffer Leandoer.
Prismotiveringen lydde:

för hans outtröttliga verksamhet med att syresätta det svenska litterära klimatet. Det har han gjort genom egna böcker i flera genrer - diktsamlingar, romaner, ungdomsböcker - och som introduktör av samtida och äldre kontinental litteratur - främst fransk- och engelskspråkig - i essäsamlingar, genom översättningsvolymer och i tidnings- och tidskriftsartiklar. Leandoers djupa kunskaper, utomordentliga stilförmåga och aldrig sviktande entusiasm och inlevelseförmåga gör honom till en mycket värdig mottagare av detta pris, särskilt avsett för kulturens gränsöverskridare och brobyggare.

### 2017
Sorescupriset för 2017 tilldelades Madeleine Gustafsson.
Prismotiveringen lydde:
för hennes klarsynta precision och ödmjukhet i samspelet med den litterära texten. Madeleine Gustafssons stil är briljant, utan att vara det minsta prålig. En sällsynt kombination av nyfikenhet och allvar, bildning och känsla, som vidgar läsningen och gör litteraturen levande. Som kritiker, poet, översättare och essäist visar Gustafsson imponerande spännvidd och estetisk förståelse. Ett författarskap som vare sig räds gravmörkret eller vardagsljuset och dit läsaren alltid känner sig inbjuden. 

### 2018
Sorescupriset för 2018 tilldelades Kjell Espmark.

Prismotiveringen lydde:
för ett brett och omfångsrikt författarskap som ständigt befinner sig i vital utveckling. I sin rikt skiftande poesi och prosa har Espmark med intellektuell och stilistisk skärpa outtröttligt skrivit om människolivets centrala frågor, tillvarons irrationella mångfald och längtan efter kunskap om sig själv och världen. Kjell Espmark har dessutom gjort viktiga insatser som litteraturforskare och essäist. I dag är han en drivande kraft inom den svenska litteraturen och uppmärksammad långt utanför Sveriges gränser.

### 2019
Sorescupriset för 2019 tilldelades Cecilia Hansson.

Prismotiveringen lydde:
för hennes gränsöverskridande litterära arbete med särskild blick för den centraleuropeiska kultursfären. Cecilia Hanssons poesi och prosa, översättningar och essäistik, utmärks av stilistisk pregnans och sinnlig närvaro. Hennes texter lyckas ta sig an komplexa politiska och estetiska frågor utan att förminska eller förenkla dem. Ett ovanligt rörligt författarskap, både vaket och känsligt, som utvecklar litteraturen och vår förståelse av den.

### 2020
Sorescupriset för 2020 tilldelades Lasse Söderberg.

Prismotiveringen lydde:
för en snart sju decennier lång, oförtröttlig ansträngning att vidga den svenska litteraturens och kulturens gränser. Söderberg står för poesins och konstens internationalism, för dess förmåga att föra människor samman och förändra liv. Som översättare, essäist och arrangör av poesifestivaler är Söderberg en stor introduktör, liksom hans egna, omfattande poetiska verk utgör en kontinuerlig introduktion till nya sätt att se, uppleva, känna och tänka.

### 2023
Sorescupriset för 2020 tilldelades Bengt Berg.

Prismotiveringen lydde:
Bengt Berg är starkt rotad i sin lokala, nordvärmländska härkomst, men med blicken ständigt öppen mot omvärlden. I sina dikter fångar han uppmärksamt de vardagliga ögonblickens omgivande detaljer, på ett sätt som låter ana evighetens närvaro i stunden. Med avstamp i de personliga erfarenheterna tar han sikte på deras universella klangbotten. Bengt Berg blandar lågmäld humor med eftertänksamt djupsinne, nyfiken livsglädje med stråk av existentiell melankoli och visar på hur värdefulla insikter och möjligheter kan infinna sig, mot alla odds: “Du har ingen chans – ta den!”.

## Marin Sorescu i Sverige
Priset har sitt namn efter den rumänske poeten, dramatikern, prosaförfattaren, konstnären, översättaren och kritikern Marin Sorescu (1936-1996), vars mångsidighet, humoristiska respektlöshet och oupphörliga nyfikenhet utdelarna ser som förebildliga. 
Marin Sorescu räknas som en av Rumäniens mest kända kulturpersonligheter. På svenska har han kommit ut med ett halvdussin böcker – diktsamlingar, teater och prosa.

### Fotnoter
1. ↑  Om 2016 års pristagare Kristoffer Leandoer